# Belemnodes scaber
Genre
Synonymes
- Belemnus Roewer, 1932 nec Fischer de Waldheim, 1817

Espèce
Synonymes
- Belemnus scaber Roewer, 1932

Belemnodes scaber, unique représentant du genre Belemnodes, est une espèce d'opilions laniatores de la famille des Manaosbiidae.

## Distribution
Cette espèce est endémique du Pará au Brésil. Elle se rencontre vers Belém.

## Systématique et taxinomie
Cette espèce a été décrite sous le protonyme Belemnus scaber par Roewer en 1932. Le nom Belemnus Roewer, 1932 étant préoccupé par Belemnus Fischer de Waldheim, 1817, il est renommé Belemnodes par Strand en 1942.

## Publications originales
- Roewer, 1932 : « Weitere Weberknechte VII (7. Ergänzung der: "Weberknechte der Erde", 1923) (Cranainae). » Archiv für Naturgeschichte, (N.F.), vol. 1, p. 275–350.
- Strand, 1942 : « Miscellanea nomenclatoria zoologica et Paleontologica X. » Folia Zoologica et Hydrobiologica, vol. 11, p. 386–402.